# Futur intérieur
Futur intérieur (titre original : A Dream of Wessex) est un roman de science-fiction écrit par le romancier britannique Christopher Priest et publié en 1977. Il a été traduit puis publié en France la même année. Aux États-Unis, le titre de l'ouvrage est : The Perfect Lover.

## Résumé
Aux milieux des années 1980, des scientifiques anglais se réunissent afin de tenter une expérience à la suite des découvertes de l'un des leurs : ils vont mettre en commun leurs inconscients via une machine et imaginer le futur de l'Angleterre 150 ans plus tard. Cette machine va projeter chacune de ces personnes dans ce futur imaginé sans qu'aucun de ces doubles n'ait conscience du caractère abstrait de sa réalité. Le but : comprendre comment la problématique de l'énergie a été résolue dans cette société. Mais pour Julia Stretton, ce nouveau monde présente l'intérêt de lui offrir une nouvelle vie dans laquelle toutes les frustrations qui la minaient ont disparu. Malheureusement, son ancien amant, dont elle a réussi à se séparer six ans plus tôt, refait surface et rejoint le groupe de scientifiques.

## Accueil critique
Dans une critique parue dans le quotidien Le Monde en 1977, Philippe Curval qualifie le livre de « remarquable roman de fiction spéculative ».

## Éditions
- A Dream of Wessex, Faber & Faber, octobre 1977, 199 p.  (ISBN 0-571-11118-1)
- Futur intérieur, Calmann-Lévy, coll. « Dimensions SF », 1977, trad. Bernard Eisenschitz, 272 p.  (ISBN 2-7021-0180-1)
- Futur intérieur, J'ai lu, coll. « Science-fiction », 1979, trad. Bernard Eisenschitz, 288 p.  (ISBN 2-277-11989-X)
- Futur intérieur, Pocket, coll. « Science-fiction », no 5335, avril 1989, trad. Bernard Eisenschitz, 288 p.  (ISBN 2-266-02987-8)
- Futur intérieur, Gallimard, coll. « Folio SF », no 226, 6 octobre 2005, trad. Bernard Eisenschitz, 336 p.  (ISBN 978-2070308477)